# بی‌مایگی مرطوب نوجوانی ۱۹۹۲–۱۹۹۶
بی‌مایگی مرطوب نوجوانی ۱۹۹۲–۱۹۹۶ (به انگلیسی: Humid Teenage Mediocrity 1992–1996) آلبوم گردآوری‌شدهای از گروهٔ موسیقی رایت گرررل آمریکایی جک آف جیل می‌باشد که توسط سیمپتی فور رکورد اینداستری در ایالات متحده و توسط لایووایر/کارگو رکوردز در اروپا منتشر گردید.

## کارکنان
- جسیکا — آواز
- ایجنت مولدر — بیس، پیانو
- میشل این‌هل — گیتار
- تنی آه-چا-چا — طبل
- مریلین منسون — تهیه‌کننده (ترانه‌های: ۱ – ۱۰، ۱۲– ۱۴، ۱۶، ۱۸، ۱۹، ۲۱، ۲۲)، گیتارزن اضافی «متورم»، به‌نام «سوسیس پات برای»